# Tramlijn 72 (NMVB)/Antwerpen
Tramlijn 72 is een voormalige tramlijn die Antwerpen via Kapellen met Putte verbond. Tussen Antwerpen en Kapellen werd het nummer 70 gebruikt.

## Geschiedenis
Op 1 oktober 1888 reed de eerste stoomtram van IJskelder naar Lillo-Vaart. De elektrische uitbating van het baanvak Antwerpen - Ekeren-Dijk begon op 19 juni 1927.
Rond 1907 werd voor de bouw van het fort van Ertbrand een aansluiting gebouwd op de NMVB-lijn Antwerpen - lillo. Deze liep vanaf Stabroek langs N111 tot Putte, waarna deze verder liep langs de N11 en de oude galgenstraat tot het fort. De totale lengte was 4,5 km. Na de bouw werd de aansluiting behouden. Tijdens de Eerste Wereldoorlog werd de lijn opgebroken. 
Op 31 juli werd lijn C Antwerpen - Kapellen via Sint-Mariaburg in dienst genomen. Eén jaar later, in 1928, werd lijn C verlengd tot de grens van Putte. Op 1 maart 1934 vond de opening van de nieuwe elektrische lijn tussen Hoevenen en Kapellen plaats. De laatste tram van lijn 65 (de voormalige lijn C uit Sint-Mariaburg) tussen Kapellen en Hoevenen reed op 31 augustus 1936. Een busdienst van autobus Lux kwam ervoor in de plaats.
Op 1 februari 1938 ontstond de nieuwe lijn 72 Antwerpen - Putte via Ekeren, Hoevenen en Kapellen. Twee jaar later lag lijn 72 stil wegens de oorlogsomstandigheden. Niet voor lang, want op 28 mei reed de tram terug tussen Putte en Luchtbal. Vanaf 13 juli 1940 reed de tram via de Groenendaallaan en het traject van de lijnen 6X weer in Antwerpen.
De bevrijding van Antwerpen en de slag om Merksem zorgden ervoor dat de tram naar Putte pas op 7 december 1944 de gehele lijn opnieuw kon rijden zoals voor de oorlog.
De laatste tram naar de grens van Putte reed op 27 mei 1961. Vanaf de volgende dag was lijn 72 beperkt tot de spitsuren tot Kapellen, waar hij aansloot op de bussen van lijn 65 naar Putte. Op 2 september 1966 was het gedaan met lijn 72.

## Lijnaanduiding
De nieuwe elektrische lijn tussen Antwerpen en Kapellen via Hoevenen die opende in 1934 werd aangeduid met de letter C doorgestreept. Een rood koersbord met witte letters werd gebruikt. Vanaf 1935 werd het cijfer 70 gebruikt om de lijn aan te duiden. Er bestond ook een 70 doorstreept die maar tot Ekeren reed.
Op lijn 72 werd ook een rood koersbord met witte letters gebruikt, hetzelfde met de lijnfilms voor de standaardtrams. Ook waren er witte lijnfilms met zwarte letters te zien op diensten van lijn 72, verzekerd door Odessa-trams. 
Vanaf 1959 verschenen er een nieuwe variant lijnfilms. Deze waren ook rood met een witte letter maar hadden vanonder een witte strook. Het cijfer 72 werd omkaderd door een rode driehoek. Mogelijk waren deze bestemd voor een uitbreiding naar Bergen-op-Zoom.

### Internet
- https://www.branchline.uk/jfpdf/belgiumvicinalrlys1.pdf

### Boeken
- Bastaens, R., De Buurtspoorwegen in de provincie Antwerpen, uitgegeven door VZW De Poldertram, 2009.
- De Ridder, W., Militaire Spoorlijnen In België, uitgegeven door TSP.